# Brasiliomyces
Brasiliomyces är ett släkte av svampar. Brasiliomyces ingår i familjen Erysiphaceae, ordningen mjöldagg, klassen Leotiomycetes, divisionen sporsäcksvampar och riket svampar.
Arter enligt Catalogue of Life:
- Brasiliomyces setosus
- Brasiliomyces malachrae
- Brasiliomyces malvastri
- Brasiliomyces entadae
- Brasiliomyces kumaonensis
- Brasiliomyces cyclobalanopsidis
- Brasiliomyces trini